# بارودي ليغوري
بارودي ليغوري (بالإيطالية: Parodi Ligure)‏ هي بلدية في مقاطعة ألساندريا في إقليم بييمونتي في إيطاليا.

## السكان
في سنة 1861 بلغ عدد السكان 1٬946 نسمة، وتطور العدد ليصل في سنة 2011 لـ 710 نسمة.
يظهر هذا المخطط البياني تطور النمو السكاني لـ بارودي ليغوري